# ويليام تومسون (متزحلق نوردي مزدوج)
ويليام تومسون هو متزحلق نوردي مزدوج كندي، ولد في 18 مايو 1905 في ويسماونت في كندا، وتوفي في 3 أبريل 1994 في أوتاوا في كندا.

## وصلات خارجية
- ويليام تومسون على موقع اللجنة الأولمبية الدولية (الإنجليزية)
- ويليام تومسون على موقع أوليمبيديا (الإنجليزية)
- ويليام تومسون على موقع اللجنة الأولمبية الكندية (الإنجليزية)